# Nisa
Nisa là một huyện thuộc tỉnh Portalegre, Bồ Đào Nha. Huyện này có diện tích 575 km², dân số thời điểm năm 2001 là 8585 người.